# Czukały (rejon ardatowski)
Czukały (ros. Чукалы) – wieś (sieło) w Rosji, w Mordowii, w rejonie ardatowskim. W 2010 liczyła 841 mieszkańców.